# Frontière entre l'Iowa et le Wisconsin
La frontière entre le Wisconsin et l'Iowa est une frontière intérieure des États-Unis délimitant les territoires du Wisconsin à l'est et l'Iowa à l'ouest.

## Tracé
Son tracé suit le fleuve Mississippi du parallèle 43° 30' 15" latitude nord (qui marque à l'ouest du Mississippi la frontière entre l'Iowa et le Minnesota) au parallèle 42° 30' 25" latitude nord (au niveau de la ville de Dubuque).
Elle est le prolongement au sud de la frontière entre le Minnesota et le Wisconsin, qui suit  également sur sa partie sud, le Mississippi.
La fluctuation du fleuve Mississippi sur ces deux derniers siècles, fait que la frontière ne passe pas au milieu de son cours actuel mais est sinueuse, tangentant même parfois la rive ouest, coté Iowa, mais sans y créer d'exclaves comme cela est le cas plus en aval du fleuve entre l'Illinois et le Missouri,  le Missouri et le Tennessee ou le Tennessee et l'Arkansas.

## Franchissement
Hors ferry, la frontière sur cette partie du Mississippi n'est franchissable que par trois ponts :

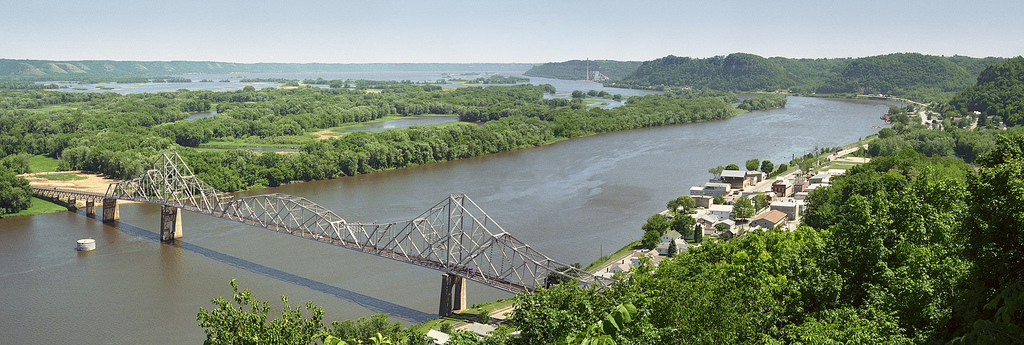
Le Black Hawk Bridge au dessus du bras ouest du Mississippi

- Black Hawk Bridge (en), face à Lansing (Iowa), qui porte la State Higway 82 (Wisconsin) ;
- Marquette–Joliet Bridge (en), en face de Marquette (Iowa) qui porte l'U.S. Route 18 ;
- Julien Dubuque Bridge (en), reliant Dubuque (Iowa) à East Dubuque (Wisconsin) et portant l'U.S. Route 20.

## Histoire
- Territoire du Wisconsin jusqu’en 1838

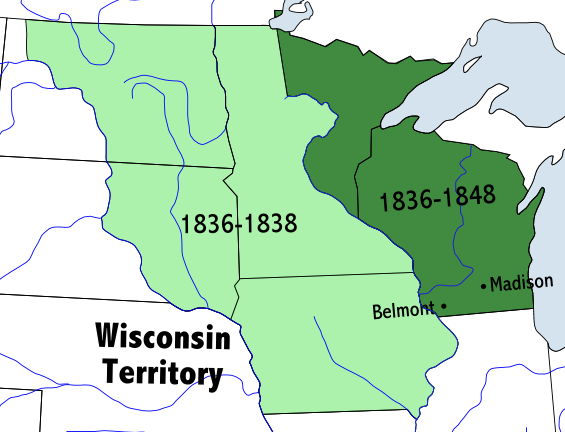
Territoire du Wisconsin après 1838
Territoire de l’Iowa à partir de 1838

La frontière fut créée en 1838 lorsque le territoire de l'Iowa — qui couvrait alors les actuels états d'Iowa, une grande partie du Minnesota et l'est des deux Dakota — fut créé par le Congrès américain à partir des territoires occidentaux du territoire du Wisconsin. Elle ne sera pas modifiée lorsque le Wisconsin deviendra un État américain le 28 mai 1848 et l'Iowa le 28 décembre 1846. 